# Giuseppe Montani
Giuseppe Montani (Cremona, 1786 – Firenze, 19 febbraio 1833) è stato un saggista, critico letterario, editore, religioso e traduttore italiano, ricordato soprattutto per essere stato uno dei più costanti collaboratori dell'Antologia di Vieusseux.

## Biografia
Nato in una famiglia borghese di Cremona (suo padre Lorenzo era ingegnere), frequentò a Cremona il ginnasio dei Chierici regolari di San Paolo (Barnabiti); il 26 aprile 1804 entrò nell'ordine dei Barnabiti e fu destinato all'insegnamento di Belle lettere dapprima a Pavia (1806) e, dal 1807, a Lodi. Dopo la soppressione delle congregazioni ecclesiastiche nel Regno napoleonico divenne prete secolare fino al 1819 quando lasciò definitivamente l'abito talare, si avvicinò ai cenacoli progressisti e patriottici degli intellettuali lombardi che gravitavano attorno al Conciliatore finendo perfino agli arresti nel 1823; tutto ciò determinò anche la rottura dei rapporti con i suoi familiari e l'inizio di gravi ristrettezze economiche. Nel frattempo aveva iniziato l'attività letteraria pubblicando racconti morali, con una raccolta di venti Racconti per la gioventù pubblicata anonima a Lodi nel 1814, e liriche d’occasione. Le sue composizioni successive, per esempio I fiori o le canzoni ispirate alla Venere Italica di Canova ottennero elogi dai contemporanei.
Nel marzo del 1824, grazie all'interessamento del Vieusseux, Montani ottenne un salvacondotto e si trasferì a Firenze, dove divenne uno dei più importanti collaboratori dell'Antologia. Montani deve la sua fama a questa collaborazione, più che ai versi giovanili. Nel periodo di dieci anni Montani firmò sull'Antologia (con la sigla "M.") oltre cinquecento articoli di economia, statistica, storia, diritto, scienze naturali, teatro e letteratura; strinse rapporti con importanti intellettuali (per es., Gino Capponi, Pietro Colletta, Giuseppe Poerio, Francesco Forti, Niccolò Tommaseo); assunse spesso le vesti di critico militante e fu fra i primi a capire la grandezza di Giacomo Leopardi e l'importanza de I promessi sposi. Dopo la morte, fu seppellito nella Basilica di Santa Croce. Riassumerà Angelo De Gubernatis: «Pochi uomini furono amati in vita quanto Giuseppe Montani; pochi, furono, dopo la morte, più presto e più indegnamente di lui dimenticati».

## Opere (selezione)
- Nelle nozze di Giuseppina Rovida con Alessandro Imbrici Visconti, Milano, Pietro Agnelli, 1810 (Google libri)
- Venere italica, Milano, Giacomo Pirola, 1817 (Google libri)
- I fiori, Lodi, G.B. Orcesi, 1817 (Milano, Giacomo Pirola, 1817) (Google libri)
- Viaggio nelle mie saccocce, Milano, Tipografia e libreria Manini, 1823 (Google libri)
- Giuseppe Montani, Scritti letterari, a cura di Angiola Ferraris, collana Piccola biblioteca Einaudi ; 386, Torino, G. Einaudi, 1980, ISBN 88-06-24307-1.

## Traduzioni
- François-René de Chateaubriand, I martiri, ossia il trionfo della religione, 1814
- François-René de Chateaubriand, Genio del Cristianesimo, 1816
- Xavier de Maistre, Viaggio intorno alla mia camera, 1823
- Tommaso Moro cancelliere d'Inghilterra, Utopia, 1821
- Alexandre de Théis, Viaggio di Policleto a Roma del barone A. de Theis, 1824
- Pietro Antonio Serassi, Vita del P. Giampietro Maffei gesuita, 1821
- Maria Edgeworth, I fanciulli o i loro caratteri, 1828